# Kamionka (obwód rówieński)
Kamionka (ukr. Кам'янка) – wieś na Ukrainie, w obwodzie rówieńskim, w rejonie rówieńskim. W 2001 liczyła 1205 mieszkańców, spośród których 1201 posługiwało się językiem ukraińskim, a 4 rosyjskim.
Tak jak cały obecny obwód rówieński, znajdowała się w granicach II RP, wchodząc w skład województwa wołyńskiego, powiat kostopolski, gmina Berezne.